# Émeute Netanyahu de l'Université Concordia
 (février 2019).
Si vous disposez d'ouvrages ou d'articles de référence ou si vous connaissez des sites web de qualité traitant du thème abordé ici, merci de compléter l'article en donnant les références utiles à sa vérifiabilité et en les liant à la section « Notes et références ».
L'émeute Netanyahu de l'université Concordia est un événement qui s'est produit le 9 septembre 2002 lors de la visite programmée de l'ancien Premier ministre israélien Benyamin Netanyahou dans l'édifice Henry F. Hall de l'Université Concordia. 
Des manifestants opposés à l'occupation israélienne de la Palestine ont manifesté leur opposition à la politique Israélienne notamment sur le Conflit israélo-palestinien. La visite a finalement été annulée.

## Déroulement
Pendant toute la durée de l'émeute, les manifestants ont empêché les participants de pénétrer dans le bâtiment. Les participants ont été escortés à l'auditorium où devait se dérouler la conférence. Ils ont ensuite affirmé que les émeutiers les avaient soumis à des slogans et à des voies de fait antisémites. L'université a mis en place des mesures supplémentaires pour éviter les incidents futurs, notamment l'interdiction de tout événement lié au conflit israélo-palestinien pendant un mois, ainsi que l'utilisation de nouvelles règles disciplinaires concernant les étudiants en cas d'urgence. Thomas Hecht, un survivant de l'Holocauste, a été frappé à l'aine par des manifestants, tandis que le rabbin Howard Joseph et son épouse Norma ont été agressés et se sont fait cracher dessus,.
Après que les participants ont été escortés dans le bâtiment Hall, une grande fenêtre a été brisée par les émeutiers. À peu près au même moment, une deuxième fenêtre située au premier étage du bâtiment, du côté ouest, a été brisée lorsque les émeutiers ont jeté une barricade en métal. Cinq manifestants ont été arrêtés  et douze autres personnes ont fait l'objet d'audiences disciplinaires internes en vertu du code des droits et responsabilités de l'université. Netanyahu n'était pas présent à la manifestation, étant resté à l'hôtel Ritz-Carlton à Montréal pendant toute la durée de la manifestation. Il a par la suite accusé les militants de soutenir le terrorisme et « le fanatisme fou ».

## Documentaires
Le documentaire Discordia (en) de l'Office national du film du Canada, produit par Adam Symansky, documente les retombées de l'émeute en suivant trois jeunes militants du campus de Concordia,. En 2003, GlobalTV a également diffusé le documentaire Confrontation à Concordia (en), produit par Martin Himmel. 